# Rudolf Glaber
Rudolf Glaber (ok. 985 - 1046/1049) – średniowieczny kronikarz, autor Historium libri V obejmującej okres od roku 900 do 1046. Urodzony w Burgundii, jako dziecko umieszczony w klasztorze Saint-Germain w Auxerre. Wydalony z zakonu z przyczyn dyscyplinarnych powrócił w 1035. Zmarł tamże ok. 1046-1049.